# Far from Refuge
Far from Refuge è il terzo album della band irlandese God Is an Astronaut, pubblicato nel 2007 dalla Revive Records.

## Tracce
1. Radau – 5:51
2. Far from Refuge – 6:52
3. Sunrise in Aries – 4:21
4. Grace Descending – 5:30
5. New Years End – 4:16
6. Darkfall – 3:41
7. Tempus Horizon – 5:07
8. Lateral Noise – 1:52
9. Beyond the Dying Light – 5:34

Edizione giapponese
1. Sunny Banks of Sweet Deliverance – 4:32
2. Empyrean Glow – 2:22